# Langue des signes brésilienne
La langue des signes brésilienne (en portugais : Língua Brasileira de Sinais, Língua de sinais dos centros urbanos brasileiros ou linguagem das mãos, LSB, LSCB ou Libras), est la langue des signes utilisée par les personnes sourdes et leurs proches des centres urbains du Brésil. Elle n'est pas liée directement à la langue des signes portugaise mais serait plutôt un mélange de signes indigènes et de vieille langue des signes française, elle est aussi différente de la langue des signes urubú-ka'apór parlée par l'ethnie Ka'apór (en) de l'état de Maranhão et des autres langues de signes développées par des tribus amérindiennes isolées.

## Histoire
L'histoire de l'éducation des sourds au Brésil commence avec la décision de Pierre II du Brésil, qui demande au Marquis d'Abrantes d'organiser un comité pour promouvoir la fondation d'un institut pour l'éducation des sourds-muets. En 1856, ce comité se réunit et décide la création d'un Institut.
Pierre II fait venir par la suite Édouard Huet, un sourd français, qui a étudié comme clerc à l'Institut national des jeunes sourds français et qui commence l'éducation des sourds brésiliens grâce à la langue des signes française de l'époque. Huet fonde en 1857 le premier institut pour sourds du Brésil, qui est initialement appelé Institut impérial de sourds-muets (Imperial instituto de surdos-mudos), puis en 1956 Institut national de sourds-muets (Instituto Nacional de Surdos Mudos) et enfin en 1957 Institut national d'éducation des sourds (Instituto Nacional de Educação de Surdos). Les matières enseignées comprennent l'arithmétique, l'histoire, la géographie, le langage articulé et la lecture sur les lèvres.
En 1862 Huet quitte l'Institut et son poste d'administrateur est repris par le Docteur Manuel Couto de Magalhães, qui n'était pas un expert de la surdité et n'a pas poursuivi la formation des sourds à l'Institut. Après une inspection du gouvernement, en 1868, l'Institut est donc considéré comme un asile pour les personnes sourdes. Par la suite le poste de directeur est occupé par Tobias Leite qui rend obligatoire l'apprentissage du langage articulé et la lecture labiale. En 1889, le gouvernement décide que le langage articulé et la lecture labiale ne devaient être enseignées qu'aux élèves qui en étaient capables sans nuire à l'apprentissage de l'écriture.
À la suite du congrès de Milan de 1880, l'éducation des sourds brésiliens change vers 1887 et en 1911, l'Institut impérial de sourds-muets décide de suivre la tendance mondiale et d'utiliser l'oralisme pour l'éducation des sourds. Cependant, la langue des signes continue d'être utilisée jusqu'en 1957, date à laquelle elle est interdite officiellement. Finalement, la communication totale est adoptée après la visite d'un professeur de l'Université Gallaudet des États-Unis dans les années 1970.
Dans les années 1980, des discussions sont initiées sur le bilinguisme (en) au Brésil, des linguistes brésiliens s'intéressant à l'étude de la langue des signes brésilienne et à sa contribution dans l'éducation des sourds. Lucinda Ferreira Brito la baptise alors « LSCB » (langue des signes des centres urbains brésiliens) pour le différencier de la LSKB (langue des signes ka'apór brésilienne), utilisée par l'ethnie Ka'apór (en) de l'état de Maranhão. Depuis 1994, Brito utilise l'acronyme Libras pour désigner la langue des signes brésilienne.
En 2002, la Libras est reconnue légalement par le gouvernement brésilien et en 2005, un décret parlementaire en fait une langue d'identité nationale et indique entre autres que les universités doivent inclure un cours obligatoire de Libras pour l’obtention du baccalauréat.

## Caractéristiques
La Libras est classée par Wittmann comme un isolat (« prototype »), mais elle semble avoir été influencée par la vieille langue des signes française,.
Il existe deux dialectes : la langue des signes de Sao Paulo et la langue des signes des autres villes brésiliennes. La compréhension mutuelle est bonne.
La Libras utilise un alphabet manuel à une main similaire à celui utilisé par les langues de la famille de la langue des signes française, comportant 44 formes de main distinctes pour les lettres simples et accentuées, et 10 pour les chiffres,.

## Utilisation
Les écoles pour sourds de Sao Paulo pratiquent généralement l'oralisme.

## Filmographie
Entrevista Com o Surdo Gay (Entretient avec un sourd gay), film de Celso Badin sorti en 2004, raconte l'histoire de Lino, un journaliste, qui interviewe Arlindo, un sourd gay de Sao Paulo. Ce dernier, en utilisant toujours la langue des signes, raconte sa vie et celle de ses amis ayant le même problème : Diego, avec son addiction aux médicaments causée par le rejet social qu'il subit ; Thales, un homme solitaire qui finit par sortir de son placard après avoir rencontré d'autres sourds gays ; Marcello, qui déteste les préservatifs et pense qu'il est immunisé contre le SIDA et les MST et Erick, qui a de sérieux problèmes relationnels avec sa famille.

### Sources bibliographiques
- (en) Lucinda Ferreira Brito et Rémi Langevin, « The sublexical structure of a sign language », Mathématiques et Sciences Humaines, vol. 125,‎ 1994, p. 17-40 (ISSN 1950-6821, lire en ligne).
- Henri Wittmann, « Classification linguistique des langues signées non vocalement », Revue québécoise de linguistique théorique et appliquée, vol. 10, no 1,‎ 1991, p. 215-288 (lire en ligne).